# АФК Ланели
АФК Ланели (на английски: Llanelli Association Football Club – Ланели Асоусиейшън Футбол Клъб; на уелски: Clwb Pêl-droed Llanelli – Клуб Пеел-дройд Хланехли) е бивш уелски футболен клуб, базиран в едноименния град Ланели. Играе мачовете си на стадион Стебонхийт Парк. От лятото на 2009 г. играещ треньор е Анди Лег. След като в края на сезон 2012 – 2013 г. отпада от висшата лига през април 2013 г. клубът е разформирован и прекратява съществуването си.

## Успехи
Шампион на Уелс през сезон 2007 – 2008 г. В европейските клубни турнири дебютира през 2006 – 2007 г. в турнира на Лига Европа. През сезон 2007 – 2008 г. дебютира в Интертото. През сезон 2008 – 2009 г. дебютира в турнира на Шампионската лига.